# Яр святої Ядвіги
50°40′36″ пн. ш. 21°44′30″ сх. д. / 50.6768° пн. ш. 21.74158° сх. д.

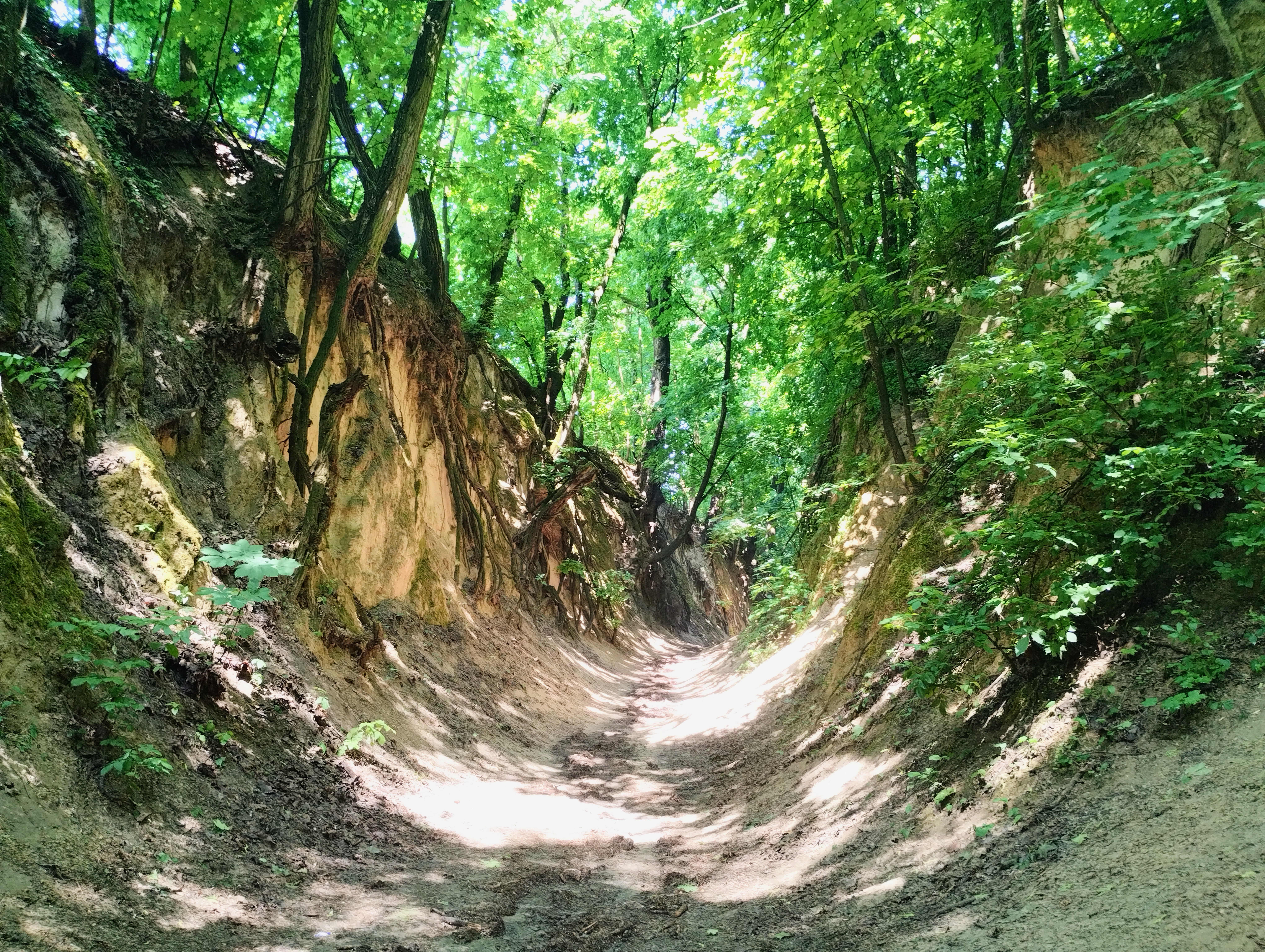
Вид на яр 2024 року.

Яр святої королеви Ядвіги — яр у Польщі завдовжки приблизно пів кілометра, розташований в південно-західній частині Сандомира між вулицями Старомейською та Королевою Ядвіги . Максимальна висота берегів яру на його виході становить понад 10 м. У безпосередній близькості від ущелини проходить Малопольська дорога святого Якова (частина глобального європейського велосипедно-пішохідного паломницько-туристичного маршруту). Зовсім біля ущелини на Свєнтопавловому пагорбі знаходиться костел Навернення апостола Павла. За переказами, це місце часто відвідувала польська королева Ядвіга, яка була частою гостею сусіднього костелу святого Якова, тому яр було названо на її честь.
Серед дерев переважають листяні, зокрема липи, клени, в'язи, акації, серед чагарників найбільш поширена бузина.

## Історична пам'ятка
22 листопада 2017 року рішенням президента Республіки Польща Анджея Дуди, на прохання Міністра культури та національної спадщини Пйотра Глінського, після отримання висновку Ради охорони пам'яток, сандомирський історичний архітектурно-ландшафтний комплекс було внесено до списку історичних пам'яток, віднесених до нерухомих пам'яток особливої історичної, наукової та мистецької цінності, які збереглися в суспільній свідомості та мають велике значення для культурної спадщини Польщі. Територія цієї пам'ятки включає пам'ятки Старого міста Сандомир, включаючи кафедральну базиліку, сандомирські церкви Навернення святого Павла, святого Якова, святого Михайла, святого Йосифа,Святого Духа, будинок Длугоша, середньовічне міське планування міста, Опатовська брама, ратуша, Колегіум Гостоміанум, яр королеви Ядвіги та Піщельський яр.